# Odilia Tsraets
Odilia Tsraets (Linkhout - Lummen, 1614) was een slachtoffer van de heksenvervolging in Europa. Het proces tegen haar begon op basis van volgende verdachtmakingen:
- De dorpspastoor noemde het tijdens het gerechtelijk vooronderzoek verdacht dat ze zich altijd haastte om als eerste aan de offerande deel te nemen.
- Er werd opgemerkt dat ze onrustig deed als er gerechtsofficieren in de buurt waren.
- Er was een verdacht overlijden in haar buurt.

Een ernstige reden voor haar veroordeling en terechtstelling in Lummen (1614) was het feit dat ze geen eerherstel eiste toen ze als heks werd uitgescholden. Haar bekentenis dat 'haar incubus int boeleren seer coedt van naturen was' wijst op de suggestieve vraagstelling van de scherprechters. Een steeds weerkerende vraag tijdens de folteringen was hoe de duivel aanvoelde tijdens de geslachtsgemeenschap. Zie in dat verband Lyn Charliers.
Ze bekende dat ze de meid van Kenens met een boekweitkoek vergiftigd had. De straf die ze daar voor kreeg was levende verbranding. Ze kreeg echter strafvermindering, zodat ze eerst verstikt werd en daarna pas verbrand.
Het heksenproces vond plaats aan de Duizendjarige Eik.